# 無變態
無變態（ametabolism）是指昆蟲發育生長時，幼蟲與成蟲的形態不發生改變，只是尺寸逐漸增大。此現象只存在於原始的無翅昆蟲類，例如衣魚（以及曾被歸類為昆蟲的跳蟲、原尾蟲）。